# Jeux olympiques de la jeunesse d'hiver de 2024
Les Jeux olympiques de la jeunesse d'hiver de 2024 sont la quatrième édition des Jeux olympiques d'hiver de la jeunesse et la huitième édition des Jeux olympiques de la jeunesse. La province organisatrice du Gangwon en Corée du Sud a été désignée à l'issue de la 135e session du Comité international olympique à Lausanne le 10 janvier 2020. Ils se déroulent du 19 janvier au 2 février 2024.

## Sélection de la ville hôte

### Processus de candidature
- 10 janvier 2020 : Élection de la ville hôte lors de la session du CIO à Lausanne

### Villes candidates
Sept villes se sont portées candidates à l'organisation de ces Jeux:
- Gangwon (Corée du Sud) ;
- Brașov (Roumanie) ;
- Grenade (Espagne) ;
- Sofia (Bulgarie) ;
- Ushuaïa (Argentine) ;
- Harbin (Chine) ;
- Sotchi (Russie) : candidature rejetée.

Finalement, seule la candidature de la province de Gangwon a été retenue par le CIO à l'issue du processus de candidature,. Elle était donc l'unique candidate pour le vote qui s'est tenu durant la 135e session.

## Organisation

### Budget et comité d'organisation
Le budget des Jeux s'élèverait à 45 millions de dollars avec une contribution du CIO plafonnée à 25 millions de dollars pour assurer notamment l’hébergement des athlètes et le transport de ces derniers sur les différents sites destinés aux compétitions.
En 2023, le comité d'organisation de Gangwon 2024 nomme deux champions olympiques comme coprésidents : la patineuse de vitesse Lee Sang-hwa et le tireur sportif Jong-oh Jin.

### Sites des épreuves

Sites olympiques 2018.

La candidature de Gangwon s'appuie largement sur les structures olympiques des Jeux d'hiver de PyeongChang en 2018. Il y a deux pôles en fonction de la nature des sports et deux sites indépendants. Il y a parallèlement deux villages olympiques de la jeunesse : l'Université nationale de Gangneung-Wonju et la station de High1 Resort. 
Site de Gangneung (pôle littoral)
Le parc olympique de Gangneung, situé dans le quartier de Gyo-dong, dans la ville de Gangneung, comprend quatre sites sportifs couverts, tous proches les uns des autres :
- Centre de curling de Gangneung : Curling ;
- Palais des glaces de Gangneung : Short-track et patinage artistique ;
- Centre de hockey de Kwandong : Hockey sur glace ;
- Ovale de Gangneung : Patinage de vitesse, cérémonie d'ouverture (co-organisée).

Complexe alpin d'Alpensia (pôle montagnes)
La station alpine d'Alpensia Resort dans la commune de Daegwallyeong-myeon regroupe les sports de neige et ceux de glisse : 
- Yongpyong Dome : cérémonie d'ouverture, cérémonie de clôture ;
- Centre de saut à ski d'Alpensia : saut à ski, combiné nordique ;
- Centres de biathlon et de ski de fond d'Alpensia : biathlon, ski de fond et combiné nordique ;
- Centre de glisse d'Alpensia : luge, bobsleigh et skeleton.

Autres sites autonomes
Un site sportif de plein air situé à Bongpyeong-myeon :
- Parc de neige de Bokwang : Ski acrobatique (slopestyle, halfpipe, Big Air, skicross), Snowboard.

Un autre site sportif de plein air est situé dans le comté voisin de Jeongseon :
- High1 Resort : Ski alpin, ski acrobatique (bosses).

### Mascotte
Le 19 janvier 2023, le comité d'organisation a dévoilé la mascotte, nommée Moongcho. Elle a été conçu par l’étudiant Soo-Yeon Park.
La mascotte a la forme d'une boule de neige née d'une bataille de neige entre Soohorang et Bandabi, les mascottes des Jeux olympiques et paralympiques d'hiver de 2018. Le nom de Moongcho vient du mot coréen « litt. « Moongchida » », qui signifie rassembler diverses pensées et puissances.

### Nations participantes
Un total record de 78 nations qualifiées (CNO) participent à ces Jeux. Cinq nations ont fait leurs débuts aux Jeux olympiques de la jeunesse d'hiver : l'Algérie, le Nigeria, Porto Rico, la Tunisie et les Émirats arabes unis ; ces deux derniers faisant leur toute première apparition dans des Jeux olympiques d'hiver.
Russie et Biélorussie sont toujours sous le coup d'un bannissement par le CIO, et la levée partielle décidée pour les Jeux olympiques de 2024 n'avait pas permis aux athlètes d'engranger suffisamment de points pour pouvoir participer individuellement à ces JOJ.
- Afrique du Sud (1)
- Allemagne (90)
- Albanie (1)[9]
- Algérie (1)
- Andorre (1)
- Argentine (7)
- Arménie (3)
- Australie (47)
- Autriche (61)
- Belgique (2)
- Bosnie-Herzégovine (6)
- Brésil (17)
- Bulgarie (15)
- Canada (79)
- Chili (12)
- Chine (55)
- Colombie (5)
- Corée du Sud (102)
- Croatie (9)
- Chypre (3)
- Danemark (21)
- Émirats arabes unis (3)
- Espagne (29)
- Estonie (24)
- États-Unis (101)
- Finlande (51)
- France (65)
- Géorgie (6)
- Grande-Bretagne (39)
- Grèce (14)
- Hongrie (33)
- Hong Kong (3)
- Inde (1)
- Iran (5)
- Irlande (4)
- Islande (7)
- Israël (1)
- Italie (74)
- Jamaïque (3)
- Japon (69)
- Kazakhstan (41)
- Kenya (2)
- Kirghizistan (3)
- Kosovo (2)
- Lettonie (45)
- Liban (5)
- Lituanie (13)
- Macédoine du Nord (4)
- Liechtenstein (2)
- Mexique (13)
- Moldavie (5)
- Monaco (1)
- Mongolie (12)
- Monténégro (2)
- Népal (2)
- Nigeria (6)
- Nouvelle-Zélande (22)
- Norvège (48)
- Ouzbékistan (2)
- Pays-Bas (27)
- Philippines (3)
- Pologne (48)
- Porto Rico (1)
- Portugal (6)
- Qatar (2)
- République tchèque (62)
- Roumanie (33)
- Saint-Marin (1)
- Serbie (7)
- Singapour (2)
- Slovaquie (49)
- Slovénie (29)
- Suède (53)
- Suisse (71)
- Taipei chinois (19)
- Thaïlande (19)
- Tunisie (3)
- Turquie (24)
- Ukraine (44)

## Sports au programme
Ces Jeux de la jeunesse comptent 81 épreuves (34 épreuves masculines, 34 féminines et 13 mixtes) pour quinze disciplines dans sept sports. Le ski-alpinisme n'est pas retenu pour cette édition.
Il n'y aura pas d'épreuves par équipes mixtes (de différents CNO) pour la première fois.

| Disciplines                          | Disciplines            | Hommes | Femmes | Mixtes | Total |
| ------------------------------------ | ---------------------- | ------ | ------ | ------ | ----- |
| Biathlon                             | Biathlon               | 2      | 2      | 2      | 6     |
| Bobsleigh                            | Bobsleigh              | 1      | 1      |        | 2     |
| Combiné nordique                     | Combiné nordique       | 1      | 1      | 1      | 3     |
| Curling                              | Curling                |        |        | 2      | 2     |
| Hockey sur glace                     | Hockey sur glace       | 2      | 2      |        | 4     |
| Luge                                 | Luge                   | 2      | 2      | 1      | 5     |
| Patinage artistique                  | Patinage artistique    | 1      | 1      | 3      | 5     |
| Patinage de vitesse                  | Patinage de vitesse    | 3      | 3      | 1      | 7     |
| Saut à ski                           | Saut à ski             | 1      | 1      | 1      | 3     |
| Patinage de vitesse sur piste courte | Short track            | 3      | 3      | 1      | 7     |
| Skeleton                             | skeleton               | 1      | 1      |        | 2     |
| Ski acrobatique                      | Ski acrobatique        | 4      | 4      | 2      | 10    |
| Ski alpin                            | Ski alpin              | 4      | 4      | 1      | 9     |
| Ski de fond                          | Ski de fond            | 2      | 2      | 1      | 5     |
| Surf des neiges                      | Snowboard              | 4      | 4      | 2      | 10    |
| Total (15 disciplines)               | Total (15 disciplines) | 34     | 34     | 13     | 81    |

De nouvelles épreuves sont introduites :
- un relais mixte en ski de fond qui remplacera deux épreuves de cross-country acrobatique ;
- une épreuve par équipe mixte en combiné nordique ;
- deux épreuves individuelles de 1 500 m en short-track.

## Déroulement

### Cérémonies d'ouverture et de clôture
Deux cérémonies d'ouvertures simultanées sont organisées le 19 janvier 2024 à 20 heures dans chaque site : une dans l'Ovale de Gangneung et une autre au Yongpyong Dome. L'allumage de la vasque olympique et la déclaration officielle d'ouverture a lieu à Gangneung. Ce n'est pas le lieu qui avait accueilli la cérémonie d'ouverture des Jeux olympiques d'hiver de 2018 puisque le stade olympique de Pyeongchang a été déconstruit après les Jeux paralympiques.
La cérémonie d'ouverture est la seule manifestation avec une billetterie payante, toutes les épreuves étant en accès gratuit voire totalement libre. Les billets les plus chers sont proposés à 100 000 wons coréens (soit environ 70 euros).
Les groupes K-pop LUN8 et TripleS se sont produits lors de la cérémonie, aux côtés des rappeurs Changmo et Ash Island. La vasque olympique a été allumée par le skieur acrobatique Lee Jeong-min, le plus jeune des compétiteurs, tandis qu'une flamme numérique secondaire a été allumée dans le parc olympique de Gangneung par un volontaire.
La cérémonie de clôture est elle organisée le 1er février 2024 à 20 heures au parc olympique de Gangneung, parc en forme de pentagone qui reprend le contour de l’ancien stade olympique.

### Calendrier
Les dates sont exprimées selon le fuseau horaire local KST (UTC+9)
| CO | Cérémonie d'ouverture | ● | Épreuves | 1 | Finales | CC | Cérémonie de clôture |

| Janvier/Février                      | 19 Ven | 20 Sam | 21 Dim | 22 Lun | 23 Mar | 24 Mer | 25 Jeu | 26 Ven | 27 Sam | 28 Dim | 29 Lun | 30 Mar | 31 Mer | 1 Jeu | Épreuve  |
| ------------------------------------ | ------ | ------ | ------ | ------ | ------ | ------ | ------ | ------ | ------ | ------ | ------ | ------ | ------ | ----- | -------- |
| Cérémonies                           | CO     |        |        |        |        |        |        |        |        |        |        |        |        | CC    |          |
| Biathlon                             |        | 2      | 1      |        | 2      | 1      |        |        |        |        |        |        |        |       | 6        |
| Bobsleigh                            |        |        |        | 1      | 1      |        |        |        |        |        |        |        |        |       | 2        |
| Combiné nordique                     |        |        |        |        |        |        |        |        |        |        | 2      |        | 1      |       | 3        |
| Curling                              |        | ●      | ●      | ●      | ●      | ●      | 1      | ●      | ●      | ●      | ●      | ●      | ●      | 1     | 2        |
| Hockey sur glace                     |        | ●      | ●      | ●      | ●      | ●      | 2      |        | ●      | ●      | ●      | ●      | 2      |       | 4        |
| Luge                                 |        | 2      | 2      |        | 1      |        |        |        |        |        |        |        |        |       | 5        |
| Patinage artistique                  |        |        |        |        |        |        |        |        | ●      | ●      | 2      | 2      |        | 1     | 5        |
| Patinage de vitesse sur piste courte |        | 2      | 2      | 2      |        | 1      |        |        |        |        |        |        |        |       | 7        |
| Patinage de vitesse                  |        |        |        | 2      | 2      |        | 1      | 2      |        |        |        |        |        |       | 7        |
| Saut à ski                           |        | 2      | 1      |        |        |        |        |        |        |        |        |        |        |       | 3        |
| Skeleton                             |        |        |        | 1      | 1      |        |        |        |        |        |        |        |        |       | 2        |
| Ski acrobatique                      |        |        |        |        | 2      | 2      | 1      | 1      | 2      | 2      |        |        | 2      |       | 12       |
| Ski alpin                            |        |        | 2      | 2      | 1      | 1      | 2      | 1      |        |        |        |        |        |       | 9        |
| Ski de fond                          |        |        |        |        |        |        |        |        |        |        | 2      | 2      |        | 1     | 5        |
| Snowboard                            |        | 2      | 1      |        |        | 2      | 2      |        | ●      | 2      |        |        |        | 2     | 9        |
| Nombre d'épreuves                    | 0      | 10     | 9      | 8      | 10     | 6      | 8      | 4      | 2      | 4      | 6      | 4      | 5      | 5     | 81       |
| Total cumulé                         | 0      | 10     | 19     | 27     | 37     | 43     | 51     | 55     | 57     | 61     | 67     | 71     | 76     | 81    | 81       |
| Janvier/Février                      | 19 Ven | 20 Sam | 21 Dim | 22 Lun | 23 Mar | 24 Mer | 25 Jeu | 26 Ven | 27 Sam | 28 Dim | 29 Lun | 30 Mar | 31 Mer | 1 Jeu | Épreuves |

## Médailles

### Tableau des médailles
Tableau des médailles pour les 10 premières nations au classement
- Pays organisateur (Corée du Sud)

| Rang                | Nation          | Or | Argent | Bronze | Total |
| ------------------- | --------------- | -- | ------ | ------ | ----- |
| 1                   | Italie          | 11 | 3      | 4      | 18    |
| 2                   | Allemagne       | 9  | 5      | 6      | 20    |
| 3                   | Corée du Sud    | 7  | 6      | 4      | 17    |
| 4                   | France          | 7  | 5      | 6      | 18    |
| 5                   | Chine           | 6  | 9      | 3      | 18    |
| 6                   | États-Unis      | 5  | 11     | 5      | 21    |
| 7                   | Autriche        | 5  | 6      | 5      | 16    |
| 8                   | Suède           | 4  | 4      | 3      | 11    |
| 9                   | Grande-Bretagne | 4  | 1      | 1      | 6     |
| 10                  | Japon           | 3  | 4      | 8      | 15    |
| suite du classement |                 |    |        |        |       |

### Sportifs les plus médaillés
| Athlète             | Pays            | Sport               | Médaille d'or, Jeux olympiques | Médaille d'argent, Jeux olympiques | Médaille de bronze, Jeux olympiques | Total |
| Antonin Guy         | France          | Biathlon            | 3                              | 1                                  | 0                                   | 4     |
| Angel Daleman       | Pays-Bas        | Patinage de vitesse | 3                              | 0                                  | 1                                   | 4     |
| Finn Sonnekalb      | Allemagne       | Patinage de vitesse | 3                              | 0                                  | 0                                   | 3     |
| Maja Waroschitz     | Autriche        | Ski alpin           | 3                              | 0                                  | 0                                   | 3     |
| Zhang Xinzhe        | Chine           | Short-track         | 2                              | 2                                  | 0                                   | 4     |
| Zak Carrick-Smith   | Grande-Bretagne | Ski alpin           | 2                              | 1                                  | 0                                   | 3     |
| Li Jinzi            | Chine           | Short-track         | 2                              | 1                                  | 0                                   | 3     |
| Yang Jingru         | Chine           | Short-track         | 2                              | 1                                  | 0                                   | 3     |
| Alexandra Oberstolz | Italie          | Luge                | 2                              | 1                                  | 0                                   | 3     |
| Jakob Elias Moch    | Allemagne       | Ski de fond         | 2                              | 1                                  | 0                                   | 3     |
| Philipp Brunner     | Italie          | Luge                | 2                              | 0                                  | 1                                   | 3     |
| Giorgia Collomb     | Italie          | Ski alpin           | 1                              | 1                                  | 1                                   | 3     |
| Liu Yunqi           | Chine           | Short-track         | 1                              | 1                                  | 1                                   | 3     |
| Marie Riedl         | Autriche        | Luge                | 0                              | 1                                  | 2                                   | 3     |